# Aladdin (TV-serie)
Denna artikel handlar om en TV-serie. För andra betydelser se: Aladdin (olika betydelser).
Aladdin är en amerikansk tecknad TV-serie, ursprungligen visad åren 1994-1995. Serien, som består av 86 avsnitt, är en fortsättning på Disneyfilmen med samma namn.

## Rollfigurer
- Aladdin (Aladdin) - Seriens obestridlige hjälte. Föräldralös yngling som visar sitt hjältemod och vinner prinsessans kärlek.
- Prinsessan Jasmine (Princess Jasmine) - Aladdins älskade och på många sätt jämlike. Dock något mer praktiskt sinnad än den ibland väldigt impulsive Aladdin.
- Anden (Genie) - Den blå anden. Har som specialitet att förvandla sig själv på de mest otänkbara sätt. Han är väldigt lojal och sviker aldrig sina vänner när det blir problem.
- Abu (Aboo) - Apa och Aladdins äldste och trognaste vän - vill dock helst slippa äventyr.
- Jago (Iago) - Papegoja och före detta vapendragare till ärkefienden Jafar från de två första filmerna. Står numera - oftast - på rätt sida lagen, men har kvar sitt dåliga humör.
- Den flygande mattan (the Magic Carpet) - Betydligt mer än ett transportmedeln är Aladdins flygande matta en vän som aldrig sviker. Kallas ofta Mattson.
- Sultanen - Jasmines far. Styr över sin stad Agrabah med visdom, godhet, och ett stänk gott humör.
- Razoul (Razoul) - Palatsvakt som fortfarande inte hyser fullt förtroende för Aladdin sen dennes tid som gatpojke.
- Rajah (Rajah) - Jasmines husdjur - en tiger.
- Abis Mal (Abis Mal) - Efter att Jafar försvinner från scenen i Jafars återkomst blir Abis Mal hans efterträdare som Aladdins ärkefiende. Precis som Jafar gör han allt för makt och pengar, men saknar det mesta av Jafars intellekt.
- Haroud (Haroud) - Abis Mals assistent och tjänare - betydligt mer kvicktänkt än sin herre.
- Mozenrath (Mozenrath) - hänsynslös, charmig och mycket skicklig ung magiker. Förmodligen Aladdins farligaste fiende. I ett avsnitt lyckades han på egen hand besegra inte bara Aladdin, utan också anden, Jasmine, Abu, Jago och de andra. Enbart med hjälp från en Muktar, klarade sig hjältarna.
- Xerxes (Xerxes) -  Mozenraths husdjur; en flygande ål.
- Mekanikles (Mechanicles) - grekisk uppfinnare och ondskefullt geni, vars uppfinningar många gånger mer förefaller höra hemma på 2000-talet än i sagornas tid.
- Hägris (Mirage) - uråldrig och hänsynslös trollkvinna, med kattliknande ansikte. Hon sägs vara ondskan personifierad och hennes mål är att orsaka olycka, elände och förstörelse i världen.
- Sadira - En fattig flicka och utövare av sandmagi som förälskar sig i Aladdin efter att han räddat henne från Razoul. Hon introduceras som en tjuv som försöker vinna Aladdins kärlek med alla medel möjliga - men blir senare vän med Aladdin och Jasmine.
- Dundra (Thundra) - En fågelhona som härskar över den mytomspunna regnskogen, i början agerar hon fientligt mot Aladdin och hans vänner men blir sedan Jagos flickvän.

## Aladdin i Sverige
Avsnitt av serien har sedan april 1995 sänts i en mängd omgångar såväl i Filmnet, SVT som på TV3 och TV4 och Toon Disney. Dessutom har flera avsnitt getts ut både på VHS och DVD, dels under titeln "Aladdin" men även som "Jasmine".

## Avsnitt
Seriens två första säsonger sändes parallellt under hösten 1994, säsong 1 ingick i det syndikerade dagliga tvåtimmarsblocket Disney Afternoon, och säsong 2 visades på lördagsmornarna i CBS. Hösten 1995 sändes ytterligare några avsnitt, säsong 3, på CBS.

### Säsong 1 (1994, vardageftermiddagar på Disney Afternoon)
- 1. Air Feather Friends   (1994-09-05)
- 2. Bad Mood Rising   (1994-09-06)
- 3. To Cure a Thief   (1994-09-07)
- 4. Do the Rat Thing   (1994-09-08)
- 5. Never Say Nefir   (1994-09-09)
- 6. Getting The Bugs Out   (1994-09-12)
- 7. The Vapor Chase   (1994-09-13)
- 8. Garden Of Evil   (1994-09-14)
- 9. Much Abu About Something   (1994-09-15)
- 10. My Fair Aladdin   (1994-09-16)
- 11. Some Enchanted Genie   (1994-09-19)
- 12. Web Of Fear   (1994-09-20)
- 13. Mudder's Day   (1994-09-21)
- 14. Plunder The Sea   (1994-09-22)
- 15. Strike Up The Sand   (1994-09-23)
- 16. I Never Mechanism I Didn't Like   (1994-09-26)
- 17. Fowl Weather   (1994-09-27)
- 18. Forget Me Lots   (1994-09-28)
- 19. Scare Necessities   (1994-09-29)
- 20. SandSwitch   (1994-09-30)
- 21. Lost And Founded   (1994-10-03)
- 22. Moonlight Madness   (1994-10-04)
- 23. The Flawed Couple   (1994-10-05)
- 24. Rain Of Terror   (1994-10-06)
- 25. Dune Quixote   (1994-10-07)
- 26. The Day The Bird Stood Still   (1994-10-10)
- 27. Of Ice And Men   (1994-10-11)
- 28. Opposites Detract   (1994-10-12)
- 29. Caught By The Tale   (1994-10-13)
- 30. Elemental My Dear Jasmine   (1994-10-14)
- 31. Smolder And Wiser   (1994-10-17)
- 32. The Game   (1994-10-18)
- 33. Snowman Is An Island   (1994-10-19)
- 34. The Animal Kingdom   (1994-10-20)
- 35. Power to the Parrot   (1994-10-21)
- 36. The Sands of Fate   (1994-10-24)
- 37. The Citadel   (1994-10-25)
- 38. Poor Iago   (1994-10-26)
- 39. The Secret of Dagger Rock   (1994-10-27)
- 40. In the Heat of the Fright   (1994-10-28)
- 41. The Seven Faces Of Genie   (1994-10-31)
- 42. The Wind Jackals Of Mozenrath   (1994-11-01)
- 43. A Clockwork Hero   (1994-11-02)
- 44. Mission: Imp Possible   (1994-11-03)
- 45. Stinker Belle   (1994-11-04)
- 46. Shadow Of A Doubt   (1994-11-07)
- 47. Smells Like Trouble   (1994-11-08)
- 48. The Way We War   (1994-11-09)
- 49. Night Of The Living Mud   (1994-11-10)
- 50. Egg-stra Protection   (1994-11-11)
- 51. Heads, You Lose   (1994-11-14)
- 52. The Love Bug   (1994-11-15)
- 53. When Chaos Comes Calling   (1994-11-16)
- 54. Armored And Dangerous   (1994-11-17)
- 55. Shark Treatment   (1994-11-18)
- 56. Black Sand   (1994-11-21)
- 57. Love At First Sprite   (1994-11-22)
- 58. Vocal Hero   (1994-11-23)
- 59. The Lost City Of The Sun   (1994-11-24)
- 60. As The Netherworld Turns   (1994-11-25)
- 61. Seems Like Old Crimes Part 1 (1994-11-28)
- 62. Seems Like Old Crimes Part 2 (1994-11-29)
- 63. From Hippsodeth, With Love   (1994-11-30)
- 64. Destiny On Fire   (1994-12-01)
- 65. The Return Of Malcho   (1994-12-02)

### Säsong 2 (1994, lördagsmornar på CBS)
- 66. Raiders Of The Lost Shark   (1994-09-17)
- 67. Sneeze The Day   (1994-09-24)
- 68. The Prophet Motive   (1994-10-01)
- 69. That Stinking Feeling   (1994-10-08)
- 70. Beast Or Famine   (1994-10-15)
- 71. The Spice Is Right   (1994-10-22)
- 72. Hero With A Thousand Feathers   (1994-10-29)
- 73. Witch Way Did She Go?   (1994-11-05)
- 74. Sea No Evil   (1994-11-12)
- 75. A Sultan Worth His Salt   (1994-11-19)
- 76. Genie Hunt   (1994-11-26)
- 77. The Lost Ones   (1994-12-03)
- 78. Eye Of The Beholder   (1994-12-10)

### Säsong 3 (1995, lördagsmornar på CBS)
- 79. The Hunted   (1995-09-16)
- 80. Riders Redux   (1995-09-23)
- 81. The Book Of Khartoum   (1995-09-30)
- 82. While The City Snoozes   (1995-10-07)
- 83. Two To Tangle   (1995-10-28)
- 84. The Ethereal   (1995-11-04)
- 85. The Shadow Knows   (1995-11-18)
- 86. The Great Rift   (1995-11-25)

## Svenska röster
- Aladdin - Peter Jöback
- Anden - Dan Ekborg
- Jasmine - Maria Rydberg
- Jago - Anders Öjebo
- Abu - Bjarne Lundgren/Frank Welker
- Sultanen - Nils Eklund
- Razoul - Johan Hedenberg
- Fazal - Tommy Nilsson
- Abis Mal - Andreas Nilsson
- Haroud - Steve Kratz
- Mekanikles - Steve Kratz
- Hakim - Niclas Wahlgren
- Dundra - Annica Smedius
- Sadira - Annica Smedius
- Hägris - Annica Smedius
- Mozenrath - Andreas Nilsson
- Xerxes - Niclas Wahlgren
- Nefir - Steve Kratz
- Murk - Johan Wahlström
- Omar - Steve Kratz

## Långfilmer
I Aladdin-kronologin passar serien in mellan den andra filmen och den tredje. 
- Aladdin (1992)
- Jafars återkomst (The Return of Jafar, 1994)
- Aladdin och rövarnas konung (Aladdin and the King of Thieves, 1996)

## Serietidningarnas värld
Den första Aladdin-serie som producerades, och som trycktes i Sverige, var serieversionen av ursprungsfilmen, och gavs på svenska ut i ett seriealbum från 1993. Sedan dess har ytterligare närmare 100 serieavsnitt gjorts, men än så länge har inga andra av dessa publicerats i Sverige.
Sedan 2002 produceras också serier där prinsessan Jasmine är centralgestalt och Aladdin bara skymtar förbi i undantagsfall. Dessa serier publiceras på svenska i serietidningen Disney's Prinsessan.

### Fotnoter
1. 1 2  Internet Movie Database, IMDb-ID: tt0105935co0047972.[källa från Wikidata]
2. ↑  ”Aladdin”. Svensk mediedatabas. http://smdb.kb.se/catalog/search?q=Aladdin+typ%3Atv&sort=OLDEST. Läst 19 juli 2016.